# The Surprise of a Knight
The Surprise of a Knight (la sorpresa d'un cavaller) és una pel·lícula pornogràfica estatunidenca, destaca per ser una de les primeres a representar relacions homosexuals i la primera pel·lícula americana exclusivament homosexual. Va ser realitzada probablement en 1929.

## Context
Les primeres pel·lícules mostrant homes nus van ser realitzades per Eadweard Muybridge en els anys 1880 i 1890 com a part del seu estudi sobre el moviment humà.
Les primeres pel·lícules pornogràfiques van aparèixer a Europa en 1908. En 1920 es va rodar la primera pel·lícula pornogràfica que mostrava pràctiques de sexe homosexual, Le Ménage moderne du Madame Butterfly. Encara que com la majoria de les pel·lícules que van venir després Le Ménage moderne du Madame Butterfly només mostra els actes homosexuals de manera secundària, com una desviació, establint l'heterosexualitat dels personatges, i generalment es representarà el sexe entre homes principalment com a bisexual. Per exemple els contactes sexuals entre homes es produiran alhora que ho fan amb alguna dona.
La majoria dels historiadors consideren que la primera pel·lícula porno americana és A Free Ride, produïda el 1915.
Com les pel·lícules de porno dur eren il·legals als Estats Units en aquesta època el nom de cap productor, intèrpret o qualsevol altra dada figura en els crèdits de The Surprise of a Knight. La majoria dels investigadors han datat la cinta al voltant de 1929. Aunque investigaciones más recientes estiman que se produjo en 1930.

## Sinopsi
La pel·lícula comença amb una "dona" elegantment abillada i amb cabells curts que està acabant de vestir-se per a un convidat. Quan acaba el seu brunyiment es baixa la faldilla i revela una gruixuda mata de pèl púbic. En aquest moment apareix un rètol que diu que el guionista és "Oscar Wild" (evidentment un pseudònim).
Llavors va al saló i li ofereix una beguda a un home ben vestit, el "knight" (cavaller). L'el rebutja i "ella" es beu el còctel. Parlen breument i comencen a besar-se apassionadament. Quan el convidat tocarà els pits o els genitals ella li empeny. I finalment li bufeteja tímidament. Llavors ella es disculpa per la seva agressivitat fent-li una fel·lació a l'home.
Llavors es tomba boca avall en el sofà amb la seva natges a l'aire. I mostra que no porta roba interior. El cavaller llavors la penetra analment (encara que la penetració realment no veu veu). Després d'un minut o així, ell es retira i es tendeix en el sofà. La "dona" contonea les seves natges i provoca que ell la torni a prendre analment. Els dos aconsegueixen l'orgasme, i el convidat surt de l'escena.
Llavors la "dona" s'aixeca les faldilles i revela que realment és un home. El segon i últim títol apareix anunciant "Sorpresa". El seu penis es mostra clarament. L'home transvestit llavors balla una mica, assegurant-se que el seu penis es balancegi a dalt i a baix. El convidat torna (completament vestit de nou) i balla breument amb el jove nu. Després d'un tall el travestí apareix ara totalment vestit amb vestit i corbata, pica l'ullet a l'audiència i surt de l'escena.

## Valoració
The Surprise of a Knight forma part de l'escassa pornografia homosexual del primer període del porno. Un any més tard es va produir A Stiff Game on un home negre li practica una fel·lació a un home blanc sense necessitat de travestisme. Però el sexe homosexual aviat desapareixeria de les pel·lícules a Amèrica i no reapareixerà fins a l'aparició de la pornografia legal en els anys 1970.
The Surprise of a Knight és una pel·lícula de discutible catalogació i valoració. El personatge principal (el travestí) està vestit. La roba és l'antítesi del porno dur, on la nuesa, l'exhibició dels genitals i la penetració durant la relació són el senyal. "L'espectacle amb roba o arruïna la funció o es converteix en una distracció grotesca" L'ús de roba de dona en la pel·lícula a més distància a l'audiència dels intèrprets. El personatge principal és un travestí i la majoria de la seva audiència potencial no ho era. A més la sorpresa del penis no és tal, perquè l'audiència sap quina classe de pel·lícula ha anat a veure, simplement és una broma amb poca gràcia.
Tampoc representa cap avanç respecte a la visibilitat dels homosexuals ja que en lloc de representar el sexe entre homes explícitament imita el sexe entre un home i una dona, reafirmant la hetero-normalitat i els estereotips negatius dels gais i el sexe homosexual.